# De Heimolen (Sint Hubert)
De Heimolen staat in Sint Hubert, gemeente Land van Cuijk, Noord-Brabant. Deze windmolen staat geheel vrij in het landschap circa 1 km buiten het dorp.
Het is een grote ronde stenen beltmolen uit 1878, gedekt met dakleer, met een vlucht van 25,00 m.
In 1944 heeft de molen door oorlogsgeweld veel schade geleden. In 1966/67 is de molen gerestaureerd en sindsdien maalvaardig. De molen wordt bediend door vrijwilligers.
Begin 2007 stort de molenbelt naast de ingang van de molen bij werkzaamheden in en daarbij is een van de molenaars lichtgewond geraakt. De molen werd eind 2007/begin 2008 heropend en sindsdien kan de molen dan weer bezocht worden op zaterdagmiddagen en op afspraak.
In 2010 werd de molen volledig gerenoveerd.